# Радіум-Гот-Спрінгс
Радіум-Гот-Спрінгс (англ. Radium Hot Springs) — село в Канаді, у провінції Британська Колумбія, у складі регіонального округу Іст-Кутеней.

## Населення
За даними перепису 2016 року, село нараховувало 776 осіб, показавши скорочення на 0,1 %, порівняно з 2011-м роком. Середня густина населення становила 122,4 осіб/км².
З офіційних мов обидвома одночасно володіли 45 жителів, тільки англійською — 735. Усього 70 осіб вважали рідною мовою не одну з офіційних.
Працездатне населення становило 52,9 % усього населення, рівень безробіття — 12,5 %.
Середній дохід на особу становив $49 066 (медіана $40 448), при цьому для чоловіків — $65 164, а для жінок $35 253 (медіани — $54 912 та $29 888 відповідно).
27,3 % мешканців мали закінчену шкільну освіту, не мали закінченої шкільної освіти — 14 %, 57,9 % мали післяшкільну освіту, з яких 28,6 % мали диплом бакалавра, або вищий, 10 осіб мали вчений ступінь.
| Статево-вікова структура населення | Статево-вікова структура населення | Статево-вікова структура населення | Статево-вікова структура населення | Статево-вікова структура населення |
| ---------------------------------- | ---------------------------------- | ---------------------------------- | ---------------------------------- | ---------------------------------- |
|                                    |                                    |                                    |                                    |                                    |
| Всього                             | Всього                             | 50,3%49,7%                         |                                    |                                    |
| 0 — 14 років                       | 0 — 14 років                       |                                    | 12,3%                              | 12,3%                              |
| 15 — 64 років                      | 15 — 64 років                      |                                    | 64,5%                              | 64,5%                              |
| 65 і більше                        | 65 і більше                        |                                    | 23,2%                              | 23,2%                              |
| 85 і більше                        | 85 і більше                        |                                    | 1,9%                               | 1,9%                               |
| Середній вік (років)               | Середній вік (років)               | 47,247,4                           | 47,3                               | 47,3                               |
| Медіана (років)                    | Медіана (років)                    | 51,852,6                           | 52,3                               | 52,3                               |
| — чоловіки — жінки                 |                                    |                                    |                                    |                                    |

| Походження мешканців:     | Походження мешканців:     | Походження мешканців: | Походження мешканців: | Походження мешканців: |
| ------------------------- | ------------------------- | --------------------- | --------------------- | --------------------- |
| Походження                |                           |                       | осіб                  | %                     |
| Корінні американці        | Корінні американці        |                       | 45                    | 6.72%                 |
| Інше північноамериканське | Інше північноамериканське |                       | 195                   | 29.1%                 |
| Європейське               | Європейське               |                       | 580                   | 86.57%                |
| британське                | британське                |                       | 405                   | 60.45%                |
| французьке                | французьке                |                       | 65                    | 9.7%                  |
| українське                | українське                |                       | 25                    | 3.73%                 |
| Азійське                  | Азійське                  |                       | 10                    | 1.49%                 |

## Клімат
Середня річна температура становить 4,8 °C, середня максимальна — 21,1 °C, а середня мінімальна — -15,7 °C. Середня річна кількість опадів — 472 мм.
| Клімат поселення                              | Клімат поселення | Клімат поселення | Клімат поселення | Клімат поселення | Клімат поселення | Клімат поселення | Клімат поселення | Клімат поселення | Клімат поселення | Клімат поселення | Клімат поселення | Клімат поселення | Клімат поселення |
| Показник                                      | Січ.             | Лют.             | Бер.             | Квіт.            | Трав.            | Черв.            | Лип.             | Серп.            | Вер.             | Жовт.            | Лист.            | Груд.            |                  |
| Середній максимум, °C                         | −1,4             | 2,84             | 7,64             | 12,45            | 17,13            | 21,07            | 20,98            | 20,75            | 15,38            | 9,71             | 2,42             | −3,3             |                  |
| Середня температура, °C                       | −8,56            | −4,32            | 0,48             | 5,30             | 9,99             | 13,93            | 16,84            | 16,60            | 11,24            | 5,58             | −1,72            | −7,44            |                  |
| Середній мінімум, °C                          | −15,72           | −11,47           | −6,68            | −1,85            | 2,82             | 6,77             | 12,70            | 12,46            | 7,10             | 1,43             | −5,86            | −11,57           |                  |
| Норма опадів, мм                              | 36               | 21               | 22               | 32               | 49               | 69               | 56               | 44               | 39               | 30               | 39               | 35               |                  |
| Середньомісячна швидкість вітру, м/с          | 2.13             | 2.13             | 2.36             | 2.46             | 2.35             | 2.35             | 2.23             | 2.11             | 2.05             | 2.12             | 2.20             | 2.00             |                  |
| Середньомісячна сонячна радіація, кДж/м²·день | 3657             | 7343             | 12333            | 16954            | 20275            | 21705            | 23218            | 19855            | 13888            | 8212             | 3992             | 2755             |                  |
| --------------------------------------------- | ---------------- | ---------------- | ---------------- | ---------------- | ---------------- | ---------------- | ---------------- | ---------------- | ---------------- | ---------------- | ---------------- | ---------------- | ---------------- |
| Джерело:                                      |                  |                  |                  |                  |                  |                  |                  |                  |                  |                  |                  |                  |                  |